# Eucampsipoda bonae
Eucampsipoda bonae är en tvåvingeart som beskrevs av Maa 1975. Eucampsipoda bonae ingår i släktet Eucampsipoda och familjen lusflugor. Inga underarter finns listade i Catalogue of Life.